# Димитрий I Кантакузин
Дими́трий I Кантакузи́н (греч. Δημήτριος Καντακουζηνός, ок. 1343 — в конце 1383 или начале 1384) — правитель Морейского деспотата в 1383 году, севастократор. Последний представитель из династии Кантакузинов, правивших Мореей.

## Биография
Димитрий был сыном Матфея Кантакузина, который в 1380 году стал деспотом Мореи. Димитрию был дарован титул севастократора императором Иоанном V Палеологом в декабре 1357 года. А в 1361 году Кантакузин, вместе со своим отцом, отправился на Пелопоннес.
В 1381 году византийский император Иоанн V Палеолог решил сделать правителем Мореи своего младшего сына Феодора. Деспот Матфей Кантакузин всеми силами пытался этому противодействовать, но безуспешно, и потому он перед смертью передал власть над Мореей Димитрию, завещав ему обеспечить спокойный переход Мореи от рода Кантакузинов к роду Палеологов. Однако Димитрий I не подчинился воле отца и попытался сохранить власть Кантакузинов в Морее, но в конце 1383 или начале 1384 года он умер.

## Дети
- Георгий Палеолог Кантакузин (? — между 1456 и 1459), учёный и полководец на сербской службе
- Андроник Палеолог Кантакузин (? — 1453), последний Великий Доместик Византии, казнён в 1453 году после падения Константинополя
- Фома Кантакузин (? — 1463), дипломат сербского деспота Георгия Бранковича, строитель Смедеревской крепости
- Ирина Кантакузина (ок.1400 — 1457) — жена сербского деспота Георгия Бранковича
- Елена Кантакузина (? — 1463) — вторая жена последнего императора Трапезунда Давида Комнина